# Enrico de Leva
Enrico De Leva (Napoli, 18 gennaio 1867 – Napoli, 28 luglio 1955) è stato un compositore e pianista italiano.

## Opere
Ottenne grande fama come compositore di canzonette, prevalentemente napoletane, tra le quali spiccano:
- 'E spingule frangese;[1]
- Non guardarmi;
- A Capemonte;
- Triste aprile;
- Tu sei l'alba;
- Ultima serenata;
- Voci tra i campi;
- Ammore piccerillo;
- Ho sognato;
- Lacrime amare.

Compose anche l'opera in quattro atti La Camargo, che debuttò con successo al Teatro Regio di Torino nel 1898, e poco dopo al Teatro San Carlo di Napoli. Dal 1907 fu professore di canto e direttore dell'Istituto dei SS. Giuseppe e Lucia, da Napoli.
Le composizioni di questo autore sono caratterizzate da grande spontaneità lirica e delicata armonizzazione.